# Ferdinand Hiege
Ferdinand Hiege (geb. 31. Dezember 1897 oder 1898 in Rotenburg an der Fulda; gest. 10. Januar 1981 in Freiburg im Breisgau) war ein deutscher Landwirt und NS-Landwirtschaftsfunktionär. Er galt als Statthalter des SS-Führers Heinrich Himmler im Reichsministerium für Ernährung und Landwirtschaft (RMEL).

## Lebensweg
Ferdinand Hiege war ein Sohn des Hegemeisters (Forstaufsehers) Heinrich Wilhelm Hiege und seiner Ehefrau Hedwig Antonie Ferdinandine Hiege, geb. Lichtenberg. Die Familie war evangelisch. 
Hiege besuchte die Dorfschule in Sielen (Kreis Hofgeismar) und dann das Realgymnasium in Hofgeismar bis zur Obersekundareife. Hiege leistete im Ersten Weltkrieg Kriegsdienst vom 1. Oktober 1914 bis zum 30. November 1918. Zu Beginn seines Kriegsdienstes war er noch nicht einmal 17 Jahre alt. Nach seiner Entlassung aus dem Militär ging er für zwei Jahre in die landwirtschaftliche Praxis und wurde anschließend Verwalter. Sein Studium der Landwirtschaft in Berlin schloss Hiege als Diplomlandwirt ab. Von 1923 bis 1933 war er Mitarbeiter der Deutschen Gesellschaft für Innere Kolonisation, ab 1928 deren Prokurist und ab 1933 deren alleiniger Geschäftsführer. Zugleich war er von 6. September 1933 bis 1. September 1940 alleiniger Geschäftsführer der Deutschen Siedlungsbank. 
Vor 1933 war Hiege ein Jahr lang Mitglied der Deutschen Volkspartei (DVP). Zum 1. Februar 1932 trat Hiege der NSDAP bei (Mitgliedsnummer 920.959).
Am 26. November 1940 trat Hiege in die SS ein (SS-Nummer 391.988). Gleich bei seinem Eintritt in die SS wurde er zum SS-Sturmbannführer ernannt, am 21. Juni 1942 erfolgte Hieges Beförderung zum SS-Obersturmbannführer, und am 9. November 1943 wurde Hiege zum SS-Standartenführer befördert.
Vom 23. September 1939 bis zum 5. September 1940 diente Hiege als Soldat an der deutschen Westfront. Am 1. April 1940 wurde er zum Oberleutnant der Reserve, am 1. September 1940 zum Hauptmann der Reserve befördert.
Ab 1. September 1940 war er Leiter der Hauptabteilung IV („Landwirtschaft“) des Reichskommissars für die Festigung deutschen Volkstums (RKF; auch RKFDV), Heinrich Himmler. 
In der Auseinandersetzung zwischen Reichsnährstand und Reichsministerium für Ernährung und Landwirtschaft (RMEL) einerseits und dem Rasse- und Siedlungshauptamt der SS bzw. dem Apparat des Reichskommissars Himmler andererseits über ihren Vorrang in der Siedlungspolitik in den vom Deutschen Reich besetzten Ost-Gebieten versuchte insbesondere Kurt Kummer, Leiter der Hauptabteilung VII „Neubildung deutschen Bauerntums und Grundbesitzverteilung“ im Reichsministerium für Ernährung und Landwirtschaft, im Jahr 1940 mehrfach, die Zuständigkeiten zugunsten des Landwirtschaftsministeriums zu gestalten. Auf Betreiben des SS-Oberführers Konrad Meyer (1901–1973), einem Hauptverantwortlichen für den Generalplan Ost, und Ferdinand Hieges wurde Kummer schließlich abgelöst, und zwar von Hiege, dem Stabschef Himmlers. Aufgrund einer Übereinkunft zwischen dem Reichsbauernführer Herbert Backe (1896–1947) und Heinrich Himmler übernahm Hiege am 1. Juli 1942 im Reichslandwirtschaftsministerium die Leitung der Abteilung VIII („Neubildung deutschen Bauerntums“), im Rang eines Ministerialrates. Zusammen mit der Ernennung Konrad Meyers zum Planungsleiter des Reichsbauernführers bedeutete dies für das Reichslandwirtschaftsministerium den Verlust eigener Gestaltungsmöglichkeiten auf dem Gebiet der Siedlungspolitik.
Ebenfalls im Jahr 1942 wurde Hiege Amtschef (Leiter des Amtes Landwirtschaft) im Stabsamt des Reichskommissars für die Festigung deutschen Volkstums, Hauptabteilung IV („Beschaffung und Verwaltung der finanziellen Mittel“). 
Hiege war verheiratet mit Berta Heß, verwitwete Hallermann, geb. 28. April 1904 in Düsseldorf. Hieges Ehefrau war Trägerin des Goldenen NSDAP-Parteiabzeichens.
Über Hieges Lebensweg nach 1945 sind keine Einzelheiten bekannt.
Die Tatsache, dass von Hiege kein Vernehmungsprotokoll im Rahmen der Nürnberger Prozesse vorliegt, obwohl sein Name mehrfach in den Akten auftaucht, spricht nach Auffassung des Historikers Andreas Dornheim dafür, dass Hiege nach dem Ende des Dritten Reichs zeitweilig untergetaucht war.